# Investrónica Inves Spectrum +
El Inves Spectrum + desarrollado por la compañía española Investrónica en 1986, es un microordenador basado en el Sinclair ZX Spectrum de 48 kB.

## Características

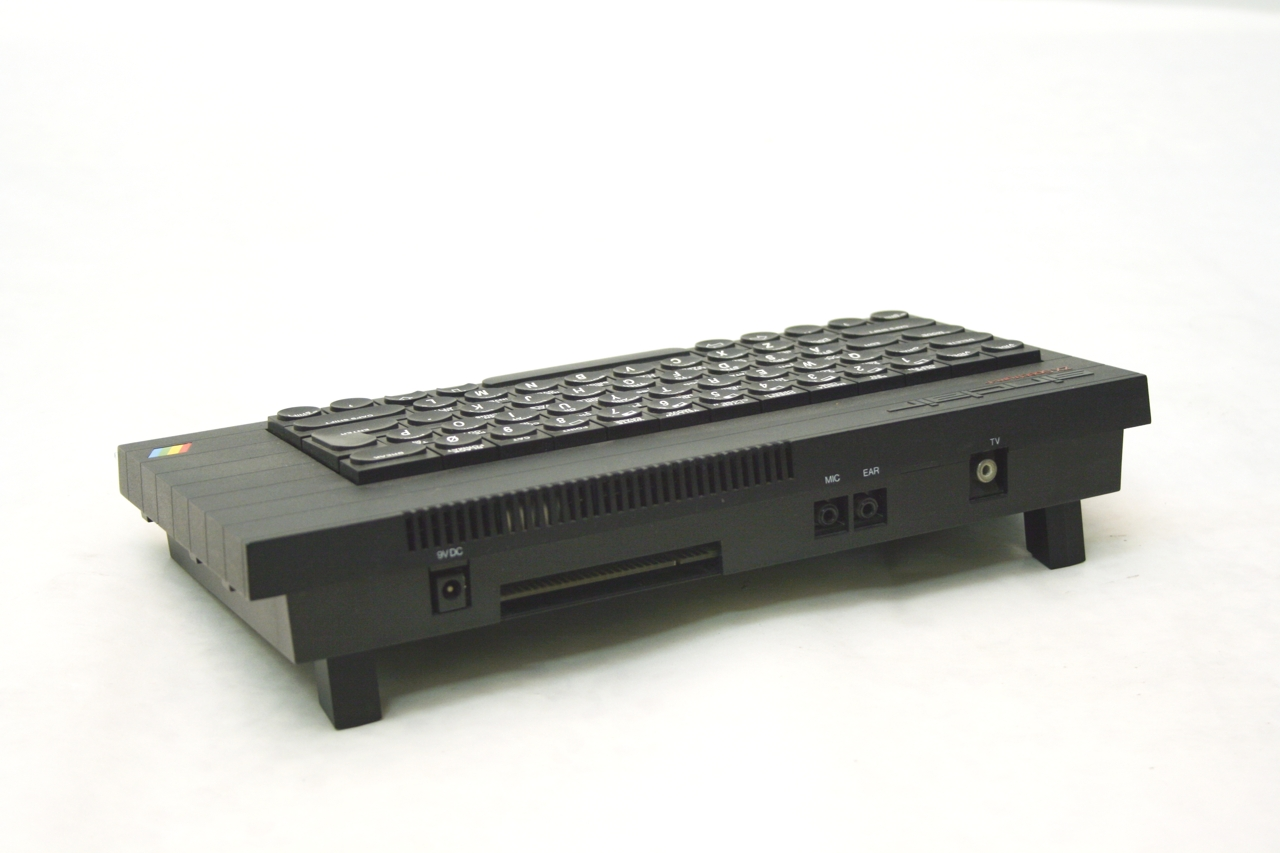
Parte trasera del Spectrum +

### Inves Spectrum y ZX Spectrum 128
Algunas de las principales diferencias entre el Spectrum de Inves y los ZX Spectrum de 48Kb se encuentran en:
- Placa base, rediseñada completamente por Investronica y basada en el Spectrum 128k modelo Español, que fue desarrollado por Investrónica en 1985, con la colaboración de Timex, un año antes de que apareciera el Spectrum 128k modelo Inglés, derivado del primero.
- Tiene prácticamente la misma ROM que la ROM1 del modelo Spectrum 128k, incluyendo los comandos típicos del 128k: "PLAY", "SPECTRUM". Dichos comandos están en la ROM pero no se pueden usar.
- Los tiempos de la CPU son similares a dicho modelo de 128k, teniendo 228 T-Estados por línea, como otros modelos 128k, a diferencia de los 224 típicos de los modelos de 48k.
- Conector DE-9 para un Joystick compatible con la interfaz de Kempston Micro Electronics

### Cambios en circuitos
- La ULA, de la marca Ferranti en los ordenadores Sinclair, es sustituida por el TAHC10 de Texas Instruments. Aunque con el mismo encapsulado DIP de 40 pines, su patillaje es completamente incompatible.

- La memoria RAM, frente a los dieciséis circuitos integrados de los ordenadores ZX Spectrum de Sinclair, pasa a estar distribuida en solo dos TMS4464 (64K x 4 bits, las mismas que se usan en el ZX Spectrum 128 +2A, ZX Spectrum 128 +3, en los Amstrad CPC plus...) que funcionan a la vez actuando como si hubiera un solo chip de 64 KB. Incluye realmente 64 KB de RAM, aunque los 16KB primeros solo son accesibles en modo escritura (no se pueden leer). Se sitúan en el lateral derecho del TAHC10.
- La ROM es sustituida por una EPROM de 16 KB.
- En su lateral derecho hay 2 Multiplexores para convertir una dirección de 16 bits de la CPU en dos valores fila-columna de 8 bits cada uno para la RAM
- Dos chips Glue logic para generar diversas señales (acceso a RAM, ROM, puerto SFE, puerto SDF. etc). Un tercer chip junto al reloj de cuarzo a 17,7345 MHz
- Un regulador 7805 que convierte la corriente continua de la fuente a 5 v. Es el chip que más calor desprende y por ello tiene adherido una lámina de aluminio. Encima hay otro regulador 7812, para la alimentación del Conversor RGB a PAL Motorola MC1377

### Otras características del hardware
Mediante pruebas realizadas al Inves se ha podido descubrir las siguientes características (o fallos) adicionales:
- No tiene contended memory, típica de los modelos de 48k y 128k. Esto es seguramente debido a la RAM de 64 KB
- La interrupción de la CPU se lanza al principio de dibujar la primera línea de la zona de display (la interior al borde), y no al principio del borde como los modelos de Spectrum originales. Esta característica está presente en otros clones de Spectrum
- Existe un efecto de "líneas verticales de color" al lado de cada bloque de 8x8 píxeles, al parecer debido al modulador de señal, al pasar de un atributo sin brillo a otro con brillo
- Mediante sentencias de escritura a la ROM (poke) se puede alterar el comportamiento del borde y de la salida del sonido. Así pues, se puede dejar por ejemplo el borde permanentemente en color negro o desactivar la salida del sonido. Este efecto permanece incluso haciendo un típico USR 0; para desactivarlo se debe reiniciar eléctricamente o pokear con el valor adecuado. En estos poke a la ROM realmente se están realizando en la RAM "no visible" que hay en los primeros 16KB.
- Debido al efecto de pokear en la ROM, con un border permanentemente en negro, las sentencias que envíen sonido al puerto FEH, mostrarán un efecto de "nieve" en el borde, unos píxeles con el color real del border
- La lectura de puertos no asignados siempre retorna el valor FFH
- Al iniciar el Inves, el contenido de la RAM sigue el patrón FF00FF00..., es por ello que se puede ver en pantalla, justo después de iniciar y por una fracción de segundo, unas barras verticales
- Hay un fallo en la gestión de las interrupciones (en cualquier modo), que provoca que se escriba con valor FFH en la dirección I*256+R, cada vez que se genera una interrupción

## Compatibilidad
Debido a todos estos cambios en el diseño hardware, presentaba incompatibilidad con parte del software para el ZX Spectrum original, como por ejemplo los videojuegos Commando, Bomb Jack, Arkanoid o Top Gun. En su número 156, de diciembre de 1987, la revista MicroHobby se hizo eco de un rumor que afirmaba que tecleando:
```
BORDER 5
RANDOMIZE USR 4665
```

el ordenador se estropeaba.

Esto se demostró posteriormente ser absolutamente falso, el ordenador no sufría daño alguno. Quizá el origen de este rumor es que, mediante software, se podría desactivar el sonido y alterar el color del border (mediante escritura a la ram de solo escritura), pero dicho efecto se pierde al desconectar y volver a conectar la corriente.